# Bertha van Hasselt (1901-2009)
Bertha Laurentia Maria Coleta van Hasselt (Roosendaal, 24 november 1901 – Breda, 16 oktober 2009) was in oktober 2009 drie dagen de oudste inwoner van Nederland, na het overlijden van Grietje Jansen-Anker.
Een oudere zus van Van Hasselt, Maria, bereikte een nog hogere leeftijd: zij overleed eind 2001 op bijna 109-jarige leeftijd te Kalmthout, Vlaanderen. Hun beider ouders overleden echter voordat ze 70 jaar werden.
Van Hasselt was de eerste oudste Nederlander die in de 20e eeuw geboren werd.
Bertha van Hasselt overleed op de leeftijd van 107 jaar en 326 dagen, nadat haar gezondheid in de maanden daarvoor al sterk achteruitgegaan was. Sinds 19 juli 1971, bij het overlijden van Elisabeth Weddige-Tedsen op de leeftijd van 107 jaar en 151 dagen, was het niet meer voorgekomen dat de oudste ingezetene van Nederland overleed op een leeftijd jonger dan 108 jaar. De opvolgster van Van Hasselt in die hoedanigheid was Wijtske van Dijk-Meindersma.